# Восточное Измайлово
Восто́чное Изма́йлово — район в Восточном административном округе города Москвы, а также одноимённое внутригородское муниципальное образование. Часть исторического района Измайлово. Ограничен с севера Сиреневым бульваром, с запада — 9-й (на юг от Первомайской улицы) и 11-й (на север) Парковыми улицами, с юга — Измайловским проспектом и границей Измайловского лесничества, с востока границей, совпадающей с границей города, служит МКАД до отметки 106,5 км. В непосредственной близости от границ района находится станция метро «Первомайская» (формально все четыре выхода на территории района Измайлово).
Площадь территории района — 384,9 га. Жилищный фонд — 706,57 тыс. м².
Население — 73 857 чел. (2024).

## Герб и флаг

Дизайн герба и флага разработан учителями средней общеобразовательной школы № 351 (под руководством директора Н. Г. Ефремовой) и утверждён решением муниципального Собрания внутригородского муниципального образования «Восточное Измайлово» в городе Москве от 14 июля 2004 года № 40 «Об утверждении официальных символов (герб и флаг) муниципального образования Восточное Измайлово», согласован с Московской геральдической комиссией. В частности, в разработке герба принимали непосредственное участие С. Ю. Станишевская и О. Н. Таксер.
Геральдическое описание герба муниципального образования Восточное Измайлово: «В зелёном щите московской формы треугольное серебряное шанцевое укрепление, внутри которого серебряная сова, сидящая на серебряной дубовой ветке». Объяснение символики герба: «Серебряная сова, символ мудрости, означает наличие в муниципальном образования широкой сети научно-исследовательских и образовательных учреждений. Серебряное шанцевое укрепление символизирует историческую достопримечательность муниципального образования — сохранившиеся до настоящих дней земляные валы древней крепости. Зелёный цвет поля символизирует нахождение на территории муниципального образования Измайловского лесопарка, а также красивейшего Сиреневого бульвара, название которого связано с сиреневым питомником селекционера Л. А. Колесникова».
Описание флага: «Флаг муниципального образования Восточное Измайлово представляет собой двустороннее прямоугольное полотнище с соотношением сторон 2:3. В центре зелёного полотнища помещено изображение треугольного белого шанцевого укрепления, внутри которого белая сова, сидящая на белой дубовой ветке. Габаритные размеры изображения составляют 7/12 длины и 3/4 ширины полотнища».
Дизайн флага совпадает с дизайном герба (отсутствует геральдический щит и лента).

## История
Название района Восточное Измайлово связано с его географическим положением и уходит своими корнями в седую старину, когда неподалёку (на территории современного района Измайлово) находилось древнее село Измайлово, первые достоверные сведения о котором относятся к XV веку. О том, что село существовало в то далёкое время, говорят и археологические открытия, сделанные при реставрации Покровского собора в 1980—1984 годах. В писцовых книгах село Измайлово упоминается в 1571 году.
Существует несколько противоречивых версий происхождения названия села. Первая связана с переселенцами из села Измайлово Нижегородской губернии, вторая — с родом бояр Измайловых, родословная которых была опубликована в книге «Общий гербовник дворянских родов Всероссийской империи», по третьей версии село получило название по имени владельца — тюркскому имени Измаил (Исмаил). В середине XVI века Измайловым с округой владел боярин Никита Романович Захарьин-Юрьев, сестра которого — Анастасия — стала первой женой Ивана IV. С этого времени Измайлово — вотчина бояр Романовых, после смерти в 1654 году Никиты Ивановича Романова село отошло в ведение Приказа Большого Дворца, став загородной усадьбой царской семьи. Царь Алексей Михайлович устраивает в её окрестностях устраивает хозяйство нового типа. На территории, где расположен современный район Восточное Измайлово, были разбиты несколько больших садов с самыми разнообразными породами деревьев и кустарников. Расчищались лесные заросли, осваивались пустоши, вводилось пятиполье, культивировались рожь, горох, пшеница, овёс, ячмень, просо, греча, репа, мак, конопля, хлопок, лён-долгунец, строились парники и оранжереи, в которых выращивались дыни, арбузы, виноград.
Измайлово часто посещал в детские и юношеские годы Пётр I. В юные годы Петра I, во времена потешных игр в районе Восточное Измайлово были заложены «потешные крепостцы». В этих местах из потешных Петровских полков рождалась Российская гвардия. На территории района имеются остатки кольцевых валов кирпичного завода XVII века. Позднее это место ошибочно получило название «Петровские валы», так как считалось, что это остатки укрепления, якобы использовавшегося в потешных боях юного Петра I.
Присоединение земель исторического района Измайлово к Москве носило постепенный характер. В 1932 году в состав города был включён Измайловский лесной массив, в 1935 году — село Измайлово, в 1937 году — прилегавший к селу с севера присёлок Хохловка, включавший существующую (в районе Измайлово) и поныне Советскую улицу, названную так в первые годы Советской власти в честь Советов рабочих, крестьянских и солдатских депутатов. Все эти территории входили в Сталинский район столицы (3 ноября 1961 года переименован в Первомайский район).
Карты 1939 года свидетельствуют, что в состав Москвы входила уже почти вся территория современного района Восточное Измайлово — кроме его восточной часть (между нынешними 16-й Парковой улицей и МКАД). Однако перед войной эта территория оставалась незастроенной.
В годы Великой Отечественной войны на территории Восточного Измайлова находился военный аэродром, на котором с июня 1942 года по март 1959 года базировался 65-й отдельный Краснознамённый транспортный авиаполк ВВС ВМФ.
Застройка Первомайской улицы и прилегающих участков (включая и территории нынешнего района Восточное Измайлово) началась в 1944 году. При этом интенсивное жилищное строительство развернулось после войны и первоначально велось в основном силами немецких и румынских военнопленных. Пересекающие Первомайскую улицу проезды после их распланирования в 1949 году получили по близлежащему Измайловскому парку культуры и отдыха им. И. В. Сталина названия Парковых улиц. В том же 1949 году получил своё название и Измайловский бульвар, а в 1960 году появился Сиреневый бульвар — нынешняя северная граница района. Массив между 14-й и 15-й Парковыми улицами застраивался по проекту известного зодчего академика И. В. Жолтовского.
18 августа 1960 года Указом Президиума Верховного Совета РСФСР была установлена новая граница Москвы, ею стала строившаяся тогда Московская кольцевая автомобильная дорога (МКАД). Теперь уже вся территория нынешнего района Восточное Измайлово оказалась в пределах городской черты.
В 1961 году была открыта станция метро «Первомайская». В 1970-е годы начинается строительство многоэтажных домов на Первомайской улице под руководством архитектора, заслуженного строителя СССР З. М. Розенфельда.
В 1991 году в Москве была проведена административная реформа. Вместо прежних районов были образованы 10 административных округов, в том числе Восточный административный округ и в его составе временный муниципальный округ Восточное Измайлово. Территория временного муниципального округа в 1995 году была включена в состав нового района Восточное Измайлово.

## Население
| 2002    | 2010    | 2011    | 2012    | 2013    | 2014    | 2015    |
| ------- | ------- | ------- | ------- | ------- | ------- | ------- |
| 75 450  | ↗76 312 | ↗76 408 | ↗77 021 | ↗77 105 | ↗77 624 | ↗77 698 |
| 2016    | 2017    | 2018    | 2019    | 2020    | 2021    | 2023    |
| ↗77 969 | ↘77 913 | ↗77 948 | ↗78 154 | ↗78 206 | ↘74 577 | ↘73 929 |
| 2024    |         |         |         |         |         |         |
| ↘73 857 |         |         |         |         |         |         |

### Национальный состав
По итогам переписи населения 2020 года проживали следующие национальности (национальности менее 0,1 % и другое, см. в сноске к строке «Другие»):
| Национальность | Численность, чел. | Доля     |
| -------------- | ----------------- | -------- |
| Русские        | 61 018            | 81,82 %  |
| Татары         | 421               | 0,56 %   |
| Армяне         | 246               | 0,33 %   |
| Украинцы       | 182               | 0,24 %   |
| Евреи          | 123               | 0,16 %   |
| Грузины        | 123               | 0,16 %   |
| Азербайджанцы  | 118               | 0,16 %   |
| Таджики        | 102               | 0,14 %   |
| Киргизы        | 100               | 0,13 %   |
| Другие         | 12 144            | 16,30 %  |
| Итого          | 74 577            | 100,00 % |

## Уличная сеть

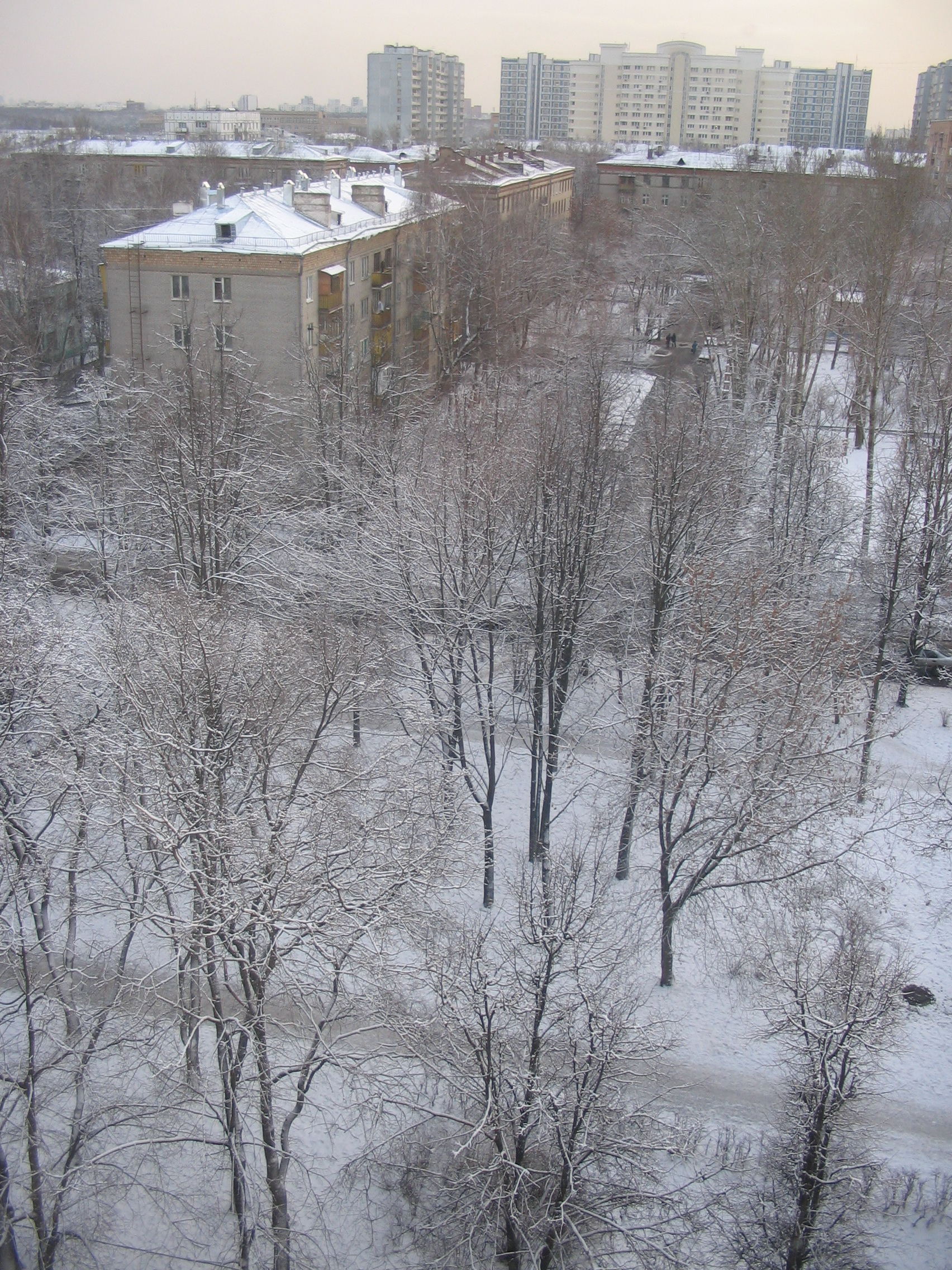
Участок Измайловского бульвара зимой

Планировка улиц чёткая широтно-меридиональная, с небольшими отклонениями.
Улицы, идущие (по нумерации домов) в направлении с запада на восток (перечисляются начиная с северной границы; частично все эти улицы находятся также в районе Измайлово, а Сиреневый бульвар — также и в районе Северное Измайлово):
- Сиреневый бульвар
Название получил в 1960 году, по располагающемуся рядом сиреневому питомнику. Основой питомника был сиреневый сад, созданный около посёлка Сокол селекционером Л. А. Колесниковым и перемещённый к Щёлковскому шоссе в 1950-х годах[5].
- Верхняя Первомайская улица
Первомайские улицы названы в честь Дня международной солидарности трудящихся в 1949 году.
- Измайловский бульвар
Образован в 1949 году
- Средняя Первомайская улица
- Первомайская улица
- Нижняя Первомайская улица
- Измайловский проспект
До 1949 года — Первомайский бульвар. Его часть — бывший Первомайский просек[37].

Улицы, идущие в направлении с юга на север (перечисляются начиная с западной границы):
- 9-я Парковая улица (частично также в районах Измайлово и Северное Измайлово)
Парковые улицы были образованы в 1949 году, до этого на этом месте существовали Парковые проезды и ряд других улиц.
- 11-я Парковая улица (частично также в районах Измайлово и Северное Измайлово)
До 1949 года — шоссе НКПС (Народный комиссариат путей сообщения)
- 12-я Парковая улица
Бывший проезд НКПС[37]
- 13-я Парковая улица (частично также в районе Северное Измайлово)
- 14-я Парковая улица
- 15-я Парковая улица (частично также в районе Северное Измайлово)
- 16-я Парковая улица (частично также в районе Северное Измайлово)

## Инфраструктура

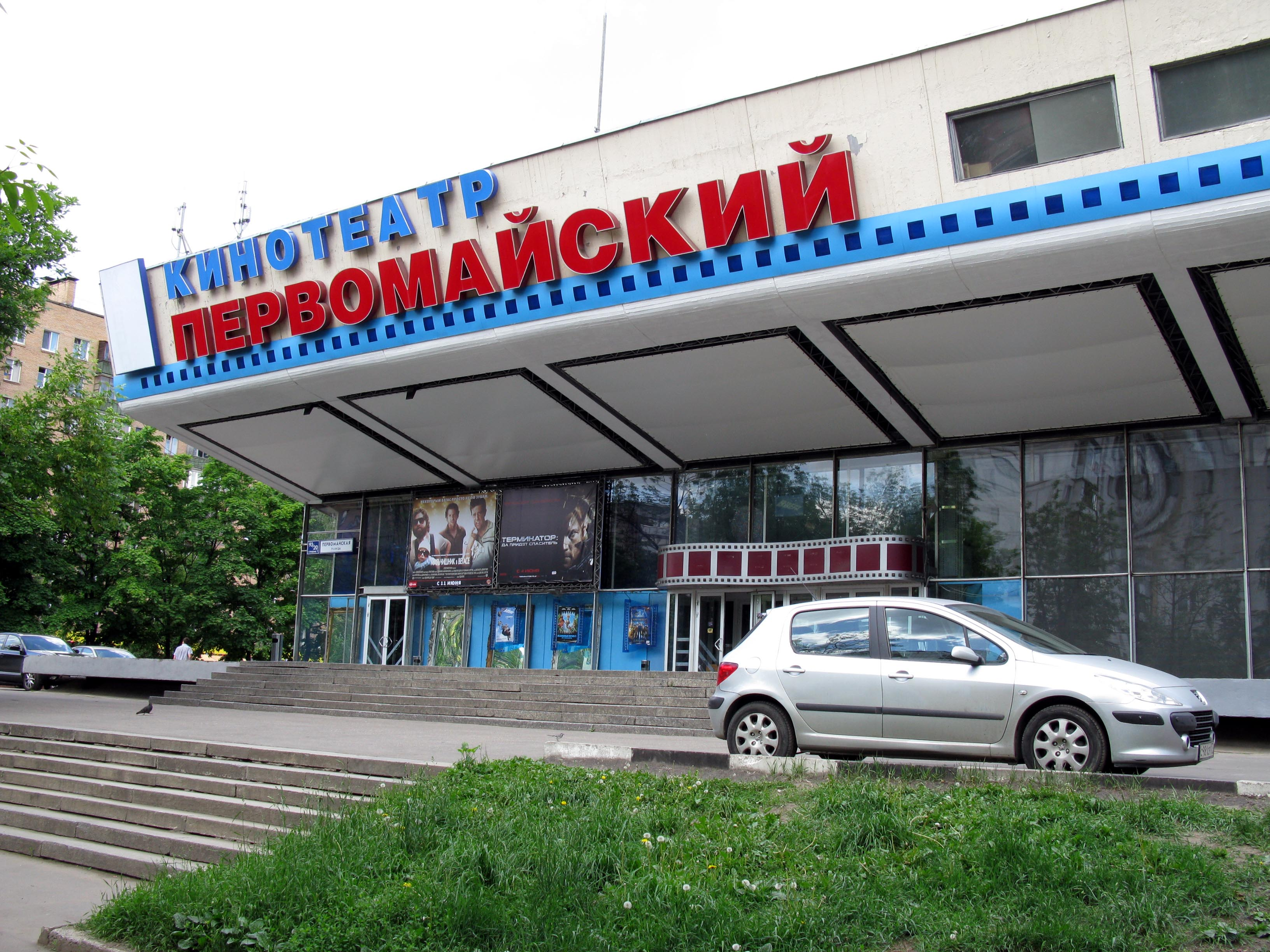
Кинотеатр «Первомайский»

В районе имеется 3 больницы (в том числе 1 детская), 3 поликлиники (в том числе 2 детские), несколько аптек. В районе находится 9 детских садов, 7 школ, Центры образования № 1811 и № 734, 3 колледжа и санаторный детский дом № 48.
В районе находятся две церкви — Храм Казанской (Песчанской) иконы Божией Матери в Измайлове (с 2001, в здании бывшего детского сада Министерства путей сообщения) и Храм святителя Николая — на территории Всероссийского медико-хирургического центра имени Н. И. Пирогова (с 2005).
Имеется большое число продовольственных и промтоварных магазинов, 27 предприятий общественного питания, 38 предприятий бытового обслуживания, продовольственный рынок на пересечении 15-й Парковой улицы и Сиреневого бульвара (на бывшей конечной остановке 51-го троллейбуса; в 2012 году конечная остановка маршрута троллейбуса № 51 перенесена на площадь Соловецких юнг).
По состоянию на 2000 год имелось 10 научных и 9 строительных организаций, 3 отделения связи, 3 отделения Сбербанка.
Работают 4 библиотеки, Московский театр теней, первая в мире музыкальная школа 4-го уровня ВИГ, детский театр ВИГ, детская художественная школа и 6 детско-подростковых клубов.
Действуют Муниципальное управление социальной защиты населения «Восточное Измайлово» и Территориальный центр социального обслуживания населения.
В районе располагался кинотеатр «Первомайский», построенный в 1969 году архитекторами Д. С. Солоповым и М. Н. Казарновским и инженерами Ю. Дыховичным и Ю. Розовским. Кинотеатр советского образца был одним из самых вместительных в Москве — его зал вмещал 1095 зрителей. На стенах кинотеатра сохранился старый мозаичный декор. В 2017 году «Первомайский» вошел в программу реконструкции городских кинотеатров. Кинотеатр снесен в 2021 году. На его месте было запланировано открытие многофункционального районного центра «Первомайский», открытие которого состоялось 6 августа 2024 года.

## Транспорт
- Трамвайные маршруты 11, 12.
- Автобусные маршруты т22, т51, т55, 34, 97, 230, 257, 557, 619, 634, 645, 664, 674, 884, пригородные автобусы 15Р, 1013.
- Ранее по району проходили троллейбусные маршруты 22, 51, 55, заменённые автобусами.

## Парки и скверы
В районе Восточное Измайлово располагается Измайловский лесопарк и несколько районных парков — Сквер молодоженов, парк «Сад ветеранов», а также прогулочные зоны на Сиреневом бульваре и Измайловском бульваре.
Измайловский лесопарк (1608 Га) — природно-исторический парк, один из крупнейших городских парков в Европе. С 1998 года является особо охраняемой природной территорией. Основная часть зеленого массива находится в районе Измайлово: граница района Восточное Измайлово проходит по северной границе лесопарка.
Парк «Сад ветеранов» (территория между домом № 38 по Сиреневому бульвару и домом № 67А по улице Верхняя Первомайская) был заложен 8 мая 1965 года в честь 20-летия Победы в Великой Отечественной войне. Позже в парке установили памятник в память о ратном подвиге солдат-измайловцев — «Народу-победителю от благодарных потомков». В 2019 году парк благоустроили: обновили детские площадки, организовали выставку патриотических плакатов, установили стилизованные под старину фонари и новые скамейки.
Сквер молодоженов — небольшая зона отдыха рядом с Измайловским отделом ЗАГС на 9-й Парковой улице. Был открыт 10 июля 2010 года. Сквер располагается на территории двух районов — Измайлово и Восточное Измайлово. В 2019 году был полностью обновлен в рамках программы столичного благоустройства «Мой район»: расширили и замостили плиткой пешеходные дорожки, установили несколько арт-объектов в свадебной тематике, оборудовали спортплощадку и проложили велодорожку.